# همه بهترین‌ها: سرگرمی شروع می‌شود
همه بهترین‌ها: سرگرمی شروع می‌شود (به هندی: All the Best: Fun Begins) فیلمی محصول سال ۲۰۰۹ و به کارگردانی روهیت شتی است. در این فیلم بازیگرانی همچون اجی دیوگن، سانجی دات، فردین خان، بیپاشا باسو، موگدا گودسه، جانی لور، ماکش تیواری، آسرانی ایفای نقش کرده‌اند.